# Cornel West
Cornel Ronald West (Tulsa, Oklahoma, 2 juni 1953) is een Amerikaans hoogleraar theologie en Afro-Amerikaanse studie.

## Levensloop
West, kleinzoon van een predikant, werd al op jonge leeftijd op religieus en politiek gebied geïnspireerd door de Amerikaanse burgerrechtenbeweging. Hij studeerde sinds zijn 17e op de Harvard-universiteit en was onder de indruk van John Rawls die er tijdens zijn studie een rede hield. Later vervolgde hij zijn studie aan de Princeton-universiteit en kreeg hij les van bijvoorbeeld de bekende pragmaticus Richard Rorty. Hij promoveerde in 1980 met een werk over ethische aspecten van het marxisme.
Hij werd assistent-hoogleraar theologie in New York en was daarnaast ook werkzaam voor de Yale-universiteit en de universiteit van Parijs. Vervolgens keerde hij terug naar Princeton. Hier werkte hij samen met de winnaar van de Nobelprijs voor de Literatuur, Toni Morrison.
In 1993 bracht hij zijn essayverzamelwerk Race Matters uit, een bestseller waarin hij onder meer een analyse geeft van de rellen in Los Angeles 1992. In de tijd erna nam hij deel aan de National Conversation on Race die was opgezet door president Bill Clinton.
In 1998 werd Cornel benoemd tot hoogleraar aan de Harvard-universiteit en in 2002 keerde hij terug naar Princeton, waar hij naast theologie ook doceert in Afro-Amerikaanse studie.
In 2004 maakte hij zich sterk voor de politicus Al Sharpton; West is erevoorzitter van de Democratic Socialists of America.
In oktober 2023 kondigde hij aan dat hij als onafhankelijke kandidaat is voor de Amerikaanse presidentsverkiezingen van 2024.

## Erkenning
- 1993: American Book Award
- 2005: Four Freedoms Award voor godsdienstvrijheid